# Derechos de autor del software
Los derechos de autor del software o el software copyright es la extensión de la ley de derechos de autor al campo del lenguaje máquina.
Mientras que muchos de los principios legales y debates políticos que conciernen a los derechos de autor del software muestran un estrecho paralelismo, en otros ámbitos de los derechos de autor presentan una serie de cuestiones específicas que se plantean de cara al software. Este artículo se centrará principalmente en los temas relacionados con el software.
Los derechos de autor sobre el software son principalmente utilizados por los Desarrolladores de Software y las compañías propietarias del mismo para prevenir copias no autorizadas de su Software. Las licencias gratuitas y de código abierto también dependen de la ley de derechos de autor para hacer cumplir sus términos. Por ejemplo las licencias “Copyleft” imponen a los licenciatarios la obligación de compartir sus modificaciones sobre el software con el usuario o el propietario de la copia bajo ciertas circunstancias. No se aplicaría ningún derecho de este tipo si el software fuera de dominio público.

## El copyright de software en España
En España el software está protegido mediante la Ley de Propiedad Intelectual, que lo considera como la categoría programas de ordenador. Según el Artículo 96 del Texto Refundido de la Ley de Propiedad Intelectual, se definen a los programas de ordenador como “toda secuencia de instrucciones o indicaciones destinadas a ser utilizadas, directa o indirectamente, en un sistema informático para realizar una función o una tarea o para obtener un resultado determinado, cualquiera que fuere su forma de expresión y fijación”. Por tanto, en España la ley no protege al programa ejecutable en sí, sino al código fuente. Además, la expresión programas de ordenador incluye la documentación técnica y manuales de uso de dicho programa.
El Artículo 97 considera autor al creador del programa o a la persona jurídica que sea contemplada como titular de los derechos de autor. En el caso de obras colectivas, al ente que la edite y divulgue bajo su nombre. Si el programa es fruto de la colaboración de varios autores, la propiedad intelectual corresponderá a todos en la proporción que acuerden.
La duración de los derechos de autor del software es de setenta años para personas jurídicas desde el momento de su creación. Para personas físicas durará hasta setenta años después de su muerte o declaración de fallecimiento. En el caso de obras colectivas, durará hasta setenta años después del fallecimiento del último coautor.
Los derechos de explotación de un programa de ordenador que protege la ley son: la reproducción total o parcial por cualquier medio de forma permanente o transitoria, su traducción, adaptación o transformación, y su distribución, incluido el alquiler del programa original o de sus copias. Si bien, existen ciertos límites a los derechos de explotación que permiten al usuario legítimo realizar las siguientes acciones: no requerir el permiso del autor para la reproducción o transformación del programa cuando sea para el uso del propio usuario legítimo (salvo que se diga lo contrario en un contrato), la realización de copias de seguridad, el estudio del funcionamiento del programa por interés propio, o la realizaciones de versiones sucesivas del programa (salvo que se pacte lo contrario).

### Dificultades de la protección del software vía Derechos de Autor
En España se conceden los derechos de explotación y morales al autor en el momento de la creación de la obra sin necesidad de registro. Sin embargo, para acreditar oficialmente la fecha de creación se ha de inscribir la obra en el Registro de Propiedad Intelectual, lo cual implica que el código ha de hacerse público. Esto supone un problema para ciertas empresas o personas que desean mantener cierto secretismo con su código. Por ello, en España hay personas que utilizan otros métodos para proteger su código, como el contrato Escrow, que consiste en entregar una copia del código a un notario, o el secreto industrial.

## El copyright en los Estados Unidos
La protección del Copyright en los Estados Unidos se refiere, según la ley 17 U.S.C.A. § 102, a "obras originales con autoría plasmadas sobre cualquier medio de expresión tangible que puedan ser percibidos, reproducidos o comunicado de cualquier otro modo, ya sea directamente o gracias a la ayuda de alguna maquina o sistema, con el fin de su difusión". El Copyright funciona concediendo al autor el derecho de excluir a otros.
El Copyright protege los siguientes elementos:
- Obras literarias
- Obras artísticas musicales incluyendo sus letras
- Obras de teatro incluyendo su acompañamiento musical
- Coreografías
- Pintura escultura y fotografía
- Todo tipo de elementos audiovisuales
- Grabaciones de música y sonido
- Trabajos de arquitectura y sus derivados
- Recopilaciones y trabajo derivado, añadido en 17 U.S.C. § 103(a)

En los Estados Unidos, todo trabajo software es considerado obra literaria, recogido en la definición del artículo 17 U.S.C § 101[ingles].
Se está trabajando mucho respecto al Copyright de los programas informáticos, ya que se pretende llegar a la altura de los demás elementos protegidos por Copyright. De esta forma se busca proteger tanto los elementos literales del software como los derivados que son por ejemplo su estructura, su secuencia y su organización. Estos aspectos no literales del software, no obstante, pueden ser protegidos únicamente si cumplen el requisito de que su implementación incorpora ideas originales por parte del autor del programa. En Computer Associates vs Altai[inglés], el Segundo Circuito propuso el test de Abstracción-Filtro-Comparación[inglés], un método que consiste en distinguir los aspectos aplicables a un Copyright diferenciándolo de todo lo que es común utilitario y de dominio público.
El Copyright únicamente afecta a los trabajos originales. La creación de una obra es considerada cuanto esta es plasmada sobre un medio tangible por primera vez (17 U.S.C. § 101). Los circuitos difieren en esta definición para que el software pueda ser amparado por la ley del Copyright y el derecho penal por infringirla. Los gráficos, sonidos o la mera apariencia de la interfaz del software puede ser incluido como trabajo audiovisual para su protección por tanto, un programa software puede infringir esta ley aunque no se haya copiado nada de código. El conjunto de operaciones sobre el que se construye la interfaz gráfica de un programa no puede ser protegida por la ley del Copyright en los Estados Unidos, dando de antecedente el caso de Lotus contra Borland[inglés], pero si lo queremos proteger podemos emplear el método de las patentes. La ley no es muy clara sobre las copias temporales, como las que podamos tener en la caché o en las memorias RAM de los ordenadores, son "fijas" a efectos prácticos de la ley de Copyright. El noveno circuito sostiene que cualquier trabajo derivado, debe ser protegido en el acto. En el caso Apple contra Microsoft[inglés] el tribunal estableció que para demostrar una infracción de uso y diseño se deberá ser específico con los elementos que una interfaz infringe los derechos de otra. La combinación de elementos de interfaz de usuario particular de un programa no esta protegida por la ley de Copyright.

### Historia de los derechos de autor del software en los Estados Unidos
Históricamente, los programas de ordenador no estaban protegidos por los derechos de autor ya que no se les consideraba objetos fijos ni tangibles: el código objeto era considerado un bien utilitario producido a partir del código fuente y no como un trabajo creativo. Debido a la falta de precedentes, este resultado se alcanzó al decidir cómo manejar los derechos de autor de los programas de ordenador. La oficina de derechos de autor intentó clasificar los programas de ordenador haciendo una analogía: los planos de un puente y el puente resultante en comparativa con el código fuente de un programa y el código objeto ejecutable resultante, lo que hizo que la Oficina de Derechos de Autor emitiera certificados de derechos de autor bajo su “Regla de la duda”.
En 1974, la Comisión sobre Usos de Nuevas Tecnologías de Trabajos con derechos de Autor (CONTU) fue establecida. Esta decidió que “los programas de ordenador, en la medida en que encarnan la creación original de un autor, son objeto de derechos de autor”. En 1980, El congreso de los Estados Unidos añadió la definición de "programa de ordenador" a 17 U.S.C. § 101 y modificó 17 U.S.C. § 117 para permitir al propietario del programa hacer otra copia o adaptación para su uso en un ordenador.
Esta legislación, junto con las decisiones judiciales como Apple v. Franklin en 1983, aclaró que la ley de derechos de autor otorgaba a los programas de ordenador el estatus de derechos de autor de las obras literarias. Muchas compañías empezaron a afirmar que ellos “licenciaban” pero no vendían sus productos, para evitar la transferencia de derechos al usuario final a través de la doctrina de la primera venta (véase Step-Saver Data Systems, Inc. v. Wyse Technology). Estos acuerdos de licencia de software suelen etiquetarse como acuerdos de licencia de usuario final (EULA). 
En 1998, el congreso de los Estados Unidos aprobó la Ley de Derechos de Autor en la Era Digital (en inglés Digital Millennium Copyright Act o DMCA), el cual tipifica como delito la evasión de la protección anti copia (con ciertas excepciones), la destrucción o la mala administración de la gestión de la información de derechos de autor, pero incluye una cláusula para eximir a los proveedores de servicios de Internet (ISPs) de la responsabilidad de la infracción si uno de sus clientes la infrinja. Además, la DMCA extiende la protección a aquellas personas que copien un programa para su mantenimiento, reparación o copia de seguridad, siempre y cuando estas copias "sean destruidas en caso de que la posesión continuada del programa de ordenador deje de ser legítima". 17 U.S.C. § 117

### Acuerdo de licencia y derechos de los usuarios finales
La Ley de Derechos de Autor permite, expresamente, que se hagan copias de una obra en algunas circunstancias, incluso sin la autorización del propietario de los derechos de autor. En particular, los "propietarios de copias" pueden hacer copias adicionales con fines de archivo, "como paso esencial en la utilización del programa de ordenador", o con fines de mantenimiento. Asimismo, los "propietarios de copias" tienen derecho a revender sus copias, en virtud de la doctrina de la primera venta y del Título 17, sección 109 del Código de los Estados Unidos (17 U.S.C. § 109).
Estos derechos sólo se aplican a los "propietarios de copias". La mayoría de los vendedores de software afirman que sus productos son "licenciados, no vendidos", esquivando así el Título 17, sección 117 del Código de los Estados Unidos (17 U.S.C. § 117). Los tribunales estadounidenses han adoptado diferentes enfoques cuando se enfrentan a estos acuerdos de licencia de software. En los casos de MAI Systems Corp. v. Peak Computer, Inc., Triad Systems Corp. v. Southeastern Express Co. y Microsoft v. Harmony, varios tribunales federales sostuvieron que el lenguaje “licenciado, no vendido” en un Acuerdo de Licencia de Usuario Final (EULA) era efectivo. Otros tribunales han sostenido que “ninguna regla de línea brillante distingue las meras licencias de las ventas… La etiqueta colocada en una transacción no es determinante”. El Noveno Circuito adoptó un punto de vista similar (en el contexto especializado de la quiebra) en el caso de Microsoft Corp. v DAK Industries, Inc.
Por el contrario, en la Unión Europea, el Tribunal de Justicia de la Unión Europea sostuvo que el propietario de derechos de autor no puede oponerse a la reventa de un software vendido digitalmente, de acuerdo con la regla del agotamiento de los derechos de autor en la primera venta cuando se transfiere la propiedad, y cuestiona, por lo tanto, los EULAs “licenciados, no vendidos” en la Unión Europea.

### Uso justo
El uso justo es una defensa contra una acusación de infracción de derechos de autor bajo la sección 107 de la Ley de Derechos de Autor de 1976. Esta sección describe algunos de los usos del software protegido por derechos de autor que los tribunales han considerado justos. En el caso de Galoob v. Nintendo, El Noveno Circuito sostuvo que la modificación de software con derechos de autor para uso personal era justa. En el caso de Sega v. Accolade, el Noveno Circuito sostuvo que hacer copias en el curso de la ingeniería inversa es un uso justo, cuando es la única manera de obtener acceso a las “ideas y elementos funcionales” del código protegido por derechos de autor, y cuando “hay una razón legítima para buscar dicho acceso”.

### Copyleft
Un copyleft es un tipo de licencia de derechos de autor que permite redistribuir la obra (con o sin cambios) a condición de que también se concedan estos derechos a los destinatarios.

## Derechos de autor del software en otros lugares del mundo

### Canadá
En Canadá el software está protegido como una obra literaria bajo la Ley de Copyright de Canadá[inglés]. Los derechos de autor se adquieren automáticamente cuando la obra es creada. Por tanto, el autor no necesita registrar ni añadir la marca de Copyright a su trabajo. Se otorgan al autor los siguientes derechos: el derecho exclusivo de reproducción, el derecho de rentabilizar el software, el derecho de restringir quién puede usar y rentabilizar dicho software y el derecho de ceder o licenciar los derechos de autor a otros. Las excepciones a estos derechos están establecidas por los términos del Fair Dealing, que cubren a usuarios que usen la obra con fines de investigación, educativos, paródicos o satíricos. En 2008, se debatieron cambios para la Ley de Copyright con respecto a las copias digitales. El Proyecto de Ley C-61[inglés] propuso cambios en la amplitud y profundidad de las exenciones para usos como copias de seguridad, ingeniería inversa y pruebas de seguridad.

### Unión Europea
Artículo Principal: Computer Programs Directive[inglés]
Véase: Directiva de la Unión Europea sobre derecho de autor

### India
El software puede ser protegido por derechos de autor en la India. La propiedad intelectual del software se otorga al autor del programa, salvo que se firme un acuerdo que lo ceda a otro, incluso para trabajos encargados. Los derechos de autor pueden ser asignados o licenciados mediante un documento escrito, pero según la Ley de Derechos de Autor de India, en caso de que no se especifique el periodo de asignación, el periodo se considerará de 5 años desde la fecha de asignación. En una sentencia reciente en el caso Pine Labs Primited Limit contra Gemalto Terminals India Private Limited, el Tribunal Superior de Delhi dictó que los derechos de autor pertenecen al autor (en este caso, Pine Labs) y que el periodo de asignación no fue especificado en el documento de asignación (el contrato de prestación de servicios). Por tanto, la propiedad intelectual del software fue revertida a Pine Labs después de 5 años. Véase Cesión de Derechos de Autor[inglés].

### Pakistán
Bajo la disposición de la Ordenanza de Copyright 1962 de Pakistán, las obras caen en cualquiera de las siguientes categorías: literaria, musical o artística. Todas estas están protegidas bajo la Ley de Derechos de Autor. La definición de obra literaria fue modificada en 1992 para incluir programas de ordenador. La sección 2(p) de la ordenanza define a un programa de ordenador como “programa que se encuentra grabado en cualquier disco, cinta, carrete u otro dispositivo de almacenamiento de información que, si se conecta a una computadora o equipo informático, puede reproducir cualquier información”. En caso de infracción, se pueden llevar a cabo procedimientos civiles y/o penales y, según el Capítulo XIV de la Ordenanza de Copyright, una persona puede enfrentarse hasta a 3 años de cárcel y/o a una multa de hasta cien mil rupias si es declarado culpable de usar programas de ordenador sin permiso del autor. Según un estudio del Business Software Alliance, el 84% del software que se usa en Pakistán no cumple la Ley de Derechos de Autor de dicho país.

## Derecho internacional

### Convenio de Berna y Tratado de la OMPI sobre Derecho de Autor
Los programas de computadora y otros tipos de software, incluidas las aplicaciones para móviles, están protegidos como obras literarias para efectos del derecho de autor conforme al Convenio de Berna y al Tratado de la OMPI sobre Derecho de Autor. La protección de los derechos de autor está exenta de formalidades en los países parte del Convenio de Berna, lo que significa que la protección no depende del cumplimiento de formalidades como el registro o el depósito de copias.
La inclusión del software en la redacción del artículo 2 del Convenio de Berna está respaldada por el artículo 4 del Tratado de la OMPI sobre Derecho de Autor:

Los programas de ordenador están protegidos como obras literarias en el marco de lo dispuesto en el Artículo 2 del Convenio de Berna del Convenio de Berna. Dicha protección se aplica a los programas de ordenador, cualquiera que sea su modo o forma de expresión
Tratado de la OMPI sobre Derecho de Autor (WCT), Artículo 4

### Acuerdo sobre los ADPIC
La protección del derecho de autor del software, a la par que las bases de datos, también está previsto en el Acuerdo sobre los Aspectos de los Derechos de Propiedad Intelectual relacionados con el Comercio (Acuerdo sobre los ADPIC o TRIPS) el cual también prevé su protección como obras literarias conforme al Convenio de Berna (Artículo 10.1):

1. Los programas de ordenador, sean programas fuente o programas objeto, serán protegidos como obras literarias en virtud del Convenio de Berna (1971).
Acuerdo sobre los Aspectos de los Derechos de Propiedad Intelectual relacionados con el Comercio, Artículo 10.